# Jezioro Modrzewiowe
Jezioro Modrzewiowe – niewielkie jezioro położone w południowej części Olsztyna na terenie osiedla Kortowo w sąsiedztwie kościoła św. Franciszka z Asyżu. Jezioro zajmuje powierzchnię ok. 0,25 ha i jest najmniejszym jeziorem w Olsztynie.